# Aeroportul Kaimana
Aeroportul Kaimana (IATA: KNG, ICAO: WASK) este un aeroport din Kaimana⁠(d), West Papua⁠(d), Indonezia ce deservește zona Kaimana⁠(d). A fost numit după zona deservită.
Situat la o altitudine de 5 m, aeroportul dispune de o singură pistă.